# Pierre Boulanger (acteur)
Pour les articles homonymes, voir Boulanger (homonymie) et Pierre Boulanger.
Pierre Boulanger est un acteur français né le 8 août 1987 à Paris 14e. Il est principalement connu pour son rôle de Richard dans le film Nos 18 ans (2008) aux côtés de Théo Frilet et Arthur Dupont.

## Biographie
En 2002, Pierre Boulanger tourne dans son premier film, Monsieur Ibrahim et les fleurs du Coran, pour lequel il remporte en 2003 le prix du Meilleur Acteur au Festival international du film de Chicago. Le film est également nommé en 2004 aux Golden Globes dans la catégorie du Meilleur Film Étranger.
De 2005 à 2006, il suit une formation au conservatoire du 8e arrondissement de Paris, notamment avec Élisabeth Tamaris. De 2007 à 2009, il est à la Classe Libre du Cours Florent.
En 2011, il est à l'affiche de la production hollywoodienne Monte Carlo aux côtés de Leighton Meester, Selena Gomez, Katie Cassidy, Valérie Lemercier, et Cory Monteith.
Il a pratiqué de nombreuses années le handball, notamment au Martigua SCL, dans le 19e arrondissement de Paris.

## Filmographie

### Cinéma

#### Longs métrages
- 2003 : Monsieur Ibrahim et les fleurs du Coran de François Dupeyron : Momo
- 2008 : Nos 18 ans de Frédéric Berthe : Richard
- 2009 : The Visit de Côme Levin : Dominique
- 2010 : Notre jour viendra de Romain Gavras
- 2012 : The Unlikely girl de Wei Ling Chang : Luc
- 2011 : Bienvenue à Monte-Carlo (Monte Carlo) de Thomas Bezucha : Théo Marchand
- 2012 : Arrête de pleurer Pénélope de Corinne Puget et Juliette Arnaud : Justin
- 2013 : Trap for Cinderella de Iain Softley : Jean-Claude
- 2014 : God Help the Girl de Stuart Murdoch : Anton
- 2014 : Les Révoltés de Simon Leclère : Antoine
- 2015 : Rendez-vous d'Antoinette Beumer : Michel
- 2016 : Road Games d'Abner Pastoll : Thierry
- 2018 : Obsession d'Antoinette Beumer : Michel, acteur principal
- 2018 : Otages à Entebbe de José Padilha : Maurice Elbaz

#### Courts métrages
- 2004 : Le Grand Vent de Valérie Liénardy : Antoine
- 2005 : Les Visages d'Alice de David Ungaro : Pierre
- 2005 : Poids plume de Nolwenn Lemesle
- 2005 : Mon âme coûte 20 euros de Max Guérin : Corentin
- 2015 : Service de nettoyage de Clément Michel :
- 2017 : Le Ministère[Qui ?]

### Télévision
- 2003 : Louis Page (série télévisée) de Jean-Daniel Verhaeghe : François
- 2004 : Dans la tête du tueur (TV) de Claude-Michel Rome : Kevin
- 2005 : Le Proc (série télévisée) de Claudio Tonetti : Damien Flamand
- 2005 : Sauveur Giordano (série télévisée) de Klaus Biedermann : Maxime Levain
- 2006 : Femmes de loi (série télévisée) d'Étienne Dhaene : Jérémy Vuilloz
- 2006 : Commissaire Cordier (série télévisée) : Maxime
- 2006 : Camping Paradis (TV) de Didier Albert : David
- 2006 : Pour l'amour de Dieu (TV) de Zakia Bouchaâla et Ahmed Bouchaâla
- 2006 : Mémoire de glace (TV) de Pierre-Antoine Hiroz : Julien Duval
- 2007 : Famille d'accueil (série télévisée) d'Antoine Lorenzi : Nico
- 2007 : Les Camarades (feuilleton TV) de François Luciani
- 2007 : Section de recherches (série télévisée) de Gérard Marx : Fred
- 2008 : Terre de lumière (télésuite) de Stéphane Kurc : François adulte
- 2008 : La Mort dans l'île (TV) de Philippe Setbon : Nino
- 2008 : Beauregard de Jean-Louis Lorenzi : Julien Ferrer
- 2008 : Paradis Criminel de Serge Meynard : Lubin
- 2011 : Brassens, la mauvaise réputation de Gérard Marx : Loulou Bestiou
- 2011 : Le Sang de la vigne (épisode Le dernier coup de Jarnac) : Jonas
- 2012 : Fais pas ci, fais pas ça - Saison 5, Épisode 8 épisode Le joker connerie
- 2013 : La Planète des cons de Charlie Dupont, Gilles Galud
- 2013 : La Source de Xavier Durringer : Simon Dubois
- 2014 : Richelieu, la Pourpre et le Sang de Henri Helman : le Marquis de Cinq Mars

## Théâtre
- 2011 : Dom Juan de Molière, mise en scène Francis Huster[2]
- 2013 : La guerre de Troie n'aura pas lieu de Jean Giraudoux, mise en scène Francis Huster, tournée
- 2014 : Lorenzaccio d'Alfred de Musset, mise en scène Francis Huster, en tournée

## Doublage

### Cinéma

#### Films
- Sam Claflin dans :
  - Blanche-Neige et le Chasseur (2012) : William, le Prince charmant
  - Le Chasseur et la Reine des glaces (2016) : le roi William

- 2009 : Mr Nobody : Nemo Nobody (adolescent) (Toby Regbo)
- 2009 : La Vague : Bomber (Maximilian Vollmar)
- 2010 : Sin Nombre : Willy « El Casper » (Edgar Flores)
- 2012 : Captive : Wajih (Raymond Nullan)
- 2014 : Les Enquêtes du département V : Profanation : Ditlev (jeune) (Marco Ilsø)
- 2018 : Midnight Sun : Charlie (Patrick Schwarzenegger)
- 2018 : Halloween : Dave (Miles Robbins)
- 2022 : Avatar : La Voie de l'eau : Aonung (Filip Geljo)

#### Film d'animation
- 2016 : Le Garçon et la Bête : Ichirōhiko (adulte)

### Télévision

#### Séries télévisées
- 2013-2014 : Pretty Little Liars : Travis Hobbs (Luke Kleintank)
- 2017 : Born to Kill : Sam Woodford (Jack Rowan) (mini-série)
- 2020-2023 : Hunters : Travis Leich (Greg Austin)
- 2021 : Dom : ? ( ? )

#### Série d'animation
- 2007 : Raymond : Valérian / Jim Travolthon